# Al-Bab
Al-Bab (àrab: الباب, al-Bāb) és una ciutat de Síria situada a la governació d'Alep, al nord-est de la ciutat d'Alep.
Tenia 63.069 habitants l'any 2004. La majoria de la població de la ciutat és àrab musulmana sunnita, molt més homogènia ètnicament que la seua veïna Manbij.

## Història
Al-Bab va ser conquerida per l'exèrcit àrab del Califat Raixidun sota el govern del califa Úmar ibn al-Khattab. Va rebre el seu nom, que significa "la Porta", durant el domini islàmic, ja que va servir com "la porta" entre Alep i la ciutat adjacent de Buza'ah. La tomba i santuari d'Aqil Ibn Abu Talib (el germà d'Ali) es troba a Al-Bab, i fins al domini dels aiúbids al segle xiii, la ciutat era poblada majoritàriament per xiïtes de la secta ismaïlí.
D'acord amb Yaqut al-Hamawi, en 1226 Al-Bab era una petita ciutat al districte d'Alep. A la ciutat hi havien mercats plens d'un tipus de productes de cotó anomenats kirbas, que eren exportats a Damasc i Egipte. Abu al-Fida escrigué que al-Bab era una petita ciutat amb un mercat, un bany, un petit jardí, i una mesquita (la gran mesquita d'al-Bab).

### Guerra civil siriana
Fins l'abril de 2012, Al-Bab havia restat relativament al marge de la guerra civil siriana. No obstant això, el 20 d'abril suposadament l'Exèrcit sirià va obrir foc contra els manifestants a la ciutat, la qual cosa va provocar el creixement del moviment rebel a Al-Bab. Entre mitjans de maig i mitjans de juliol, es van formar uns 15 grups rebels dins de la ciutat. La lluita per Al-Bab inclogué una sèrie d'incursions i assalts a les oficines del govern en el transcurs de dos mesos, culminant finalment el 18 de juliol, quan els rebels van prendre l'última fortalesa del govern dins dels límits de la ciutat. Segons activistes de l'oposició, una guarnició de l'exèrcit es va quedar fora d'Al-Bab i els va estar bombardejant les seues posicions. Amb la captura d'Al-Bab, els insurgents al nord d'Alep van adquirir un impuls considerable, ja que va donar als militants el control total de les zones al nord-est d'Alep. Però en l'estiu de 2013 l'organització Estat Islàmic va guanyar presència a la ciutat i, a mitjans de novembre de 2013, va passar a ser controlada completament per EI. Després de la captura de Manbij per les Forces Democràtiques de Síria a l'agost de 2016, aquestes afirmaren que Al-Bab seria el pròxim objectiu de la campanya.